# Аловерт Ніна Миколаївна
Ні́на Микола́ївна Алове́рт (нар. 21 вересня 1935, Ленінград) — майстриня балетної фотографії та театральна критикиня, авторка і оформлювачка численних книг і альбомів, присвячених балетному мистецтву та діячам балету .

## Життєпис
Ніна Аловерт народилася в Ленінграді в родині фольклористки та літературознавчині Олени Олександрівни Тудоровської та хіміка Миколи Миколайовича Аловерта. Батьки познайомилися й одружилися в засланні, на яке були засуджені на початку 1920-х років за участь у студентських хвилюваннях у Ленінграді.
Мати після звільнення 1935 року повернулася в Ленінград, батька (колишнього есера) розстріляно 1937 року. Ніна Аловерт жила з матір'ю в сім'ї свого діда, Олександра Іларіоновича Тудоровського, відомого фізика, одного із засновників радянської оптики.
На початку Німецько-радянської перебувала в Україні, куди її мати вивезла на літо, пізніше — в Йошкар-Олі (на той час — столиці Марійської АРСР), за місцем евакуації з Ленінграда Державного оптичного інституту, в якому працював її дід О. І. Тудоровський, член-кореспондент Академії наук СРСР.
Повернувшись до Ленінграда 1945 року, Аловерт 1954 року закінчила школу № 222 («Петришуле») і вступила до Ленінградського державного університету (ЛДУ). 1959 року закінчила ЛДУ по кафедрі історії середньовіччя. Після закінчення працювала на тій самій кафедрі лаборанткою (зав. кафедрою М. А. Гуковський), а пізніше на запрошення знаменитого театрального режисера та художника М. П. Акімова вступила до Ленінградського театру комедії на посаду завідувачки музею театру. Працювала театральним фотографом у Драматичному театрі ім. В. Ф. Комісаржевської, театрі ім. Ленради та у Ленінградському палаці працівників мистецтв.
1977 року з матір'ю та двома дітьми емігрувала до США. Нині живе в штаті Нью-Джерсі і продовжує працювати в галузі балетної та театральної фотографії у співпраці з американськими, японськими, російськими та іншими міжнародними видавництвами.

## Творча діяльність
Від початку 1950-х років займалася фотографуванням балету Кіровського та Малого театрів у Ленінграді та Великого театру в Москві, пізніше — вистав драматичних театрів Ленінграда та Москви. Її балетні фотографії почали публікувати в книгах видавництва «Мистецтво», а також у журналах та газетах від початку 1960-х років.
За її інсценуванням казок Г. К. Андерсена поставлено виставу «Чарівні казки Оле Лукоє» в Театрі комедії (режисер Л. Лемке).
Від часу переїзду до США регулярно публікується як авторка книг та статей про балет, і як фотографка в американських журналах «Dance Magazine», «Point», «Ballet Review», в газетних виданнях, зокрема в російськомовної пресі («Новое русское слово», «Новый американец» (гол. редактор — С. Довлатов), «Русский базар», а також у московському журналі «Балет».
Брала участь як авторка статей і фотографка у створенні довідника з балету «The International Ballet Dictionary» (Лондон, St. James Press, 1994), довідника «Хто є хто в сучасному світі» (Москва, 2003, 2008). Її світлини публікували низка європейських журналів, а також японський журнал Dance Magazine. Декілька років виступала з рецензіями на балетні вистави на радіостанції «Голос Америки».
Книги Сергія Довлатова, які зараз публікуються в Росії, США та інших країнах, оформлені переважно її фотографіями.

## Участь у видавничих проєктах
- «Great Ballet Stars in historic photographs».N.Y., Dover, 1985;
- «A Dance Autobiography by Natalia Makarova[ru]». N.Y., Knopf, 1979;
- « A Century of Russian Ballet 2000». N.Y., Knopf, 1984;
- «Baryshnikov in Black and White». N.Y., Bloomsbury, 2002;
- «Неизвестный Барышников». М., Магистериум, 1998;
- «Георгий Алексидзе: Балет в меняющемся мире». СПб. Композитор, 2008;
- «А.Деген, И.Ступников: Петербургский балет 1903—2003». СПб. Балетные сезоны, 2003;
- «Никита Долгушин» (також авторка однієї зі статей). СПб., 2008
- Колесников А. Г. «Незабываемая. Наталия Бессмертнова». — М. : Театралис, 2008. — 320; илл. с. — ISBN 978-5-902492-10-8. — також авторка одного з розділів
- Мейлах М. Эвтерпа, ты? Художественные заметки. Беседы с артистами русской эмиграции. СПб.: Новое литературное обозрение[ru], 2008. Том 1: Балет — 864 с. — ISBN 978-5-86793-629-7
- «Речь без повода или колонки редактора», «Иностранка», «Чемодан», «Филиал», «Представление» то ін, С. Довлатов: Изд-во «Азбука», СПб., 1998—2010 — фотоілюстрації
- Статьи в журналах «Новый Американец», «Русский базар» та ін.

## Авторські книги
- «Baryshnikov in Russia» N.Y., Holt, Rinehart and Winston, 1984, (перевидано в Німеччині)
- «Мариинский театр: Вчера, сегодня, 21-й век…». . Альбом. СПб., Санкт-Петербургский гуманитарный университет[ru], 1997
- «Владимир Малахов». М., Алеаторика, 2003
- Аловерт Н. Петербургские зеркала. Балет в объективе художника Нины Аловерт. — М. : Редакция журнала «Балет», 2003. — 160 с. — 1000 прим. — ISBN 5-901818-04-0.
- Аловерт Н. Михаил Барышников. Я выбрал свою судьбу. — М. : АСТ-Пресс Книга, 2006. — 344 с. — (Звезды балета) — 5000 прим. — ISBN 5-462-00431-1.
- Аловерт Н. «Юлия Махалина». — М. : БуржуАзия МЕДИЯ, 2009. — 80 с. — 500 прим. — ISBN 978-5-98712-026-2.
- Аловерт Н. Николай Цискаридзе: «Полёта вольное упорство…». — М. : Театралис, 2010. — 528 с. — ISBN 978-5-902492-17-7.
- Аловерт Н. Борис Эйфман. Вчера, сегодня ... — П. : Балтийские сезоны, 2012. — 144 с. — ISBN 978-5-903368-617-9.
- Аловерт Н., Боде Лео. Разговор по душам. E-mail роман. — П. : Журнал "Звезда", 2014. — 304 с. — ISBN 978-5-7439-0194-4.
- Аловерт Н. Сергей Довлатов в фотографиях и воспоминаниях Нины Аловерт. — Владивосток : Полиграф-Сервис-Плюс, 2016. — 168 с. — ISBN 978-5-9905694-5-4.

## Нагороди
- 1986. Премія «Еммі» за участь у зйомках фільму "Вольф Трап представляє Кіровський балет: «Лебедине озеро». PBS, Washington (фотограф фільму).
- 2003. Диплом «За участь у зближенні двох великих культур», міжнародний фестиваль «Benois de la Danse», Москва.
- 2003. Диплом та медаль за участь у Міжнародній виставці ЛенЕКСПО.

## Персональні виставки
Нью-Йорк (США):
- 1985 — галерея «Gotham Book Mart Gallery»[en]
- 1996 — галерея Лінкольн-центру
- 1998, 1999 — NY City Center
- 2003 — «Російський самовар»
- 2004 — «National Arts Club» Санкт-Петербург, (Росія)
- 1994 — Ленекспо[ru]
- 2003 — палац Білосельських-Білозерських[ru]

Лондон (Велика Британія):
- 2003 — Luke & A Gallery: «На честь Ніни Аловерт»